# 小行星30788
小行星30788（30788 Angekauffmann）是一颗绕太阳运转的小行星，为主小行星带小行星。该小行星于1988年9月8日发现。

## 轨道参数
小行星30788的轨道半长轴为2.6287368 UA，离心率为0.200。